# سركبكان
سركبكان (بالكردية: سەرکەپکان)‏ هي من أقدم نواحي قضاء رانية في محافظة السليمانية، كردستان العراق. تقع في الجزء الشمالي الغربي من المحافظة. تحدها من الشرق قضاء بشدر، ومن الشمال محافظة أربيل، ومن الغرب ناحية بيتواتة، ومن الجنوب الغربي ناحية جوار قورنة، ومن الجنوب الشرقي مدينة رانية.

## التأسيس
استحدثت الناحية في عهد صدام حسين في عام 1986، والتي يكون مركزها قرية سركبكان، تتبع إداريًا قضاء رانية في محافظة السليمانية.

## المقاطعات والقرى
تتكون الناحية من 31 مقاطعة، وهي:
1. (59) دولة ره قه
2. (62) بلنكان
3. (67) ميديرة
4. (69) كولان
5. (56) ديري
6. (66) كه وبين
7. (65) كويجكه لان
8. (68) شكله
9. (64) ناوزينان
10. (58) به ردانكه
11. (76) بيردبي
12. (57) نوره
13. (54) سارتكه العليا
14. (55) سارتكه السفلى
15. (53) قلاسيده
16. (51) كاني بناو
17. (52) طوبزاوة
18. (50) باش قوله ل
19. (48) ميكوكه
20. (47) زيزينه
21. (46) ده لالان
22. (45) شبيان
23. (49) به رد حوشتر
24. (36) ميره بك
25. (42) كرمكدال
26. (37) شارستين
27. (44) هنجيره اكو
28. (22) سركبكان
29. (9) تيتوكه
30. (2) كونه سه
31. (42) استريلان.